# Phytocoris yollabollae
Phytocoris yollabollae är en insektsart som beskrevs av Bliven 1956. Phytocoris yollabollae ingår i släktet Phytocoris och familjen ängsskinnbaggar. Inga underarter finns listade i Catalogue of Life.